# There Will Never Be Another You (chanson)
Pour l’article homonyme, voir There Will Never Be Another You.
There Will Never Be Another You est une chanson composée par Harry Warren avec des paroles de Mack Gordon pour la comédie musicale Iceland (en), créée en 1942. La chanson est devenue un standard de jazz.

## À propos
La chanson est écrite pour le film de Iceland (en) de H. Bruce Humberstone, sorti en 1942. L'acteur John Payne la chante à la patineuse Sonja Henie, on l'entend également chantée par Joan Merrill avec l'orchestre de Sammy Kay. Si le film n'est pas un grand succès, certains des chansons sont intéressantes, comme There Will Never Be Another You You Can’t Say No To A Soldier et It’s a Lover’s Knot.

## Analyse

### Paroles
La chanson est romantique, comme le souligne le titre de la chanson (« Il n'y aura jamais quelqu'un d'autre comme toi »). Pourtant, les couplets parlent de deux amoureux qui se séparent, pendant le que le refrain par des « autres » nuits, amants, chansons ou lèvres qui attendent. Cette idée d'une rupture imminente est inhabituelle pour une chanson de Tin Pan Alley, mais elle s'inscrit dans la dramatique du film faisant espérer un happy end.

### Musique
La chanson est construite selon une structure habituelle du genre A-B1-A-B2. Les parties A sont bâties sur deux gammes ascendantes de noires, espacées d'une tierce, à laquelle répondent trois séquences de noires descendantes dans la partie B.
Il existe de plusieurs versions de la grille d'accords du morceau, en particulier pour les dernières mesures. Il est la plupart du temps joué en mi bémol.

## Versions
Plusieurs versions de la chansons ont été enregistrées.

### Versions vocales
- 1943 : Sammy Kaye et son orchestre, avec Nancy Norman (20e dans les charts)[1]
- 1954 : Chet Baker sur Young Chet[5],[6],[7],[8]
- 1955 : Patti Page[9]
- 1956 : Count Basie et Joe Williams sur The Greatest! Count Basie Plays, Joe Williams Sings Standards[5]
- 1958 : Ernestine Anderson sur Ernestine Anderson[9]
- 1961 : Shirley Bassey sur Shirley[9]
- 1966 : Chris Montez (33e dans les charts)[1]
- 1975 : Frank Sinatra sur Point of No Return[9]
- 2006 : Nancy King avec Fred Hersch sur Live at Jazz Standard[9]

### Versions instrumentales
- 1942 : Woody Herman et son orchestra (23e dans les charts)[1]
- 1950 : Lionel Hampton en big band[6]
- 1950 : Sonny Stitt au saxophone ténor[6]
- 1952 : Lester Young avec le trio d'Oscar Peterson[6]
- 1953 : Art Tatum[6]
- 1975 : Rahsaan Roland Kirk sur The Return of the 5000 Lb. Man[9]
- 1996 : David Liebman sur Return of the Tenor[10]

### Démarquages
Plusieurs morceaux ont été écrits sur les harmonies de There Will Never Be Another You, selon le procédé du démarquage.
- Split Kick de Horace Silver, joué avec Stan Getz (1951)
- Futurity de Gigi Gryce sous le nom de Howard McGhee (1953)
- No More Nights de Teddy Charles (1957)
- Spectacular de Cannonball Adderley (1957)
- Status Quo de John Neely joué sous le nom de Clifford Jordan (1957)
- Samba Para Bean de Manny Albam, joué par Coleman Hawkins (1962)
- Not You Again de John Scofield (2000)